# Otis Nixon
Pour les articles homonymes, voir Nixon.
Otis Junior Nixon (né le 9 janvier 1959 à Evergreen, Caroline du Nord, États-Unis) est un ancien joueur de baseball qui a évolué dans les Ligues majeures de 1983 à 1999. Il a joué pour 9 équipes, incluant plusieurs années avec les Expos de Montréal et deux séjours chez les Braves d'Atlanta.
Rapide coureur, Otis Nixon a volé 620 buts en carrière, ce qui le place 16e (après la saison 2013) sur la liste des meilleurs voleurs de buts de l'histoire des Ligues majeures. Il détient le record de franchise des Braves d'Atlanta dans cette catégorie pour une saison unique et partage le record des majeures de 6 buts volés dans une seule partie.

## Carrière
Otis Nixon est un choix de première ronde des Yankees de New York en 1979. Dans les ligues mineures, il vole 72 buts en 87 tentatives avec les Sounds de Nashville de la Southern League en 1981, puis en 1982 réussit 107 vols de buts en 137 essais pour Nashville et les Clippers de Columbus de la Ligue internationale
Ce frappeur ambidextre fait ses débuts dans les Ligues majeures le 9 septembre 1983 avec les Yankees. Il dispute 13 matchs en fin de saison puis est transféré aux Indians de Cleveland en février 1984. Utilisé comme substitut au champ extérieur, Nixon joue 277 parties réparties sur 4 saisons avec les Indians. Il fait l'aller-retour entre les mineures et les grandes ligues. Durant un séjour dans les mineures, il est arrêté pour possession de cocaïne et se soumet à une cure de désintoxication.
Il se joint en 1988 aux Expos de Montréal, qui le signèrent en tant qu'agent libre. En 3 saisons à Montréal, il se distingue peu par son coup de bâton mais sa grande rapidité en fait un candidat de choix pour le rôle de coureur suppléant. Il vole 46, 37 et 50 buts entre 1988 et 1990.
Échangé aux Braves d'Atlanta avant la saison 1991, il s'aligne pour 3 ans avec l'équipe qui remportera chaque fois le championnat de la division Est. En 1991, il connaît une bonne saison en offensive, maintenant une moyenne de ,297 en 401 présences au bâton. Surtout, il vole 72 buts, un record de franchise qui tient toujours. Le 17 juin dans un match contre Montréal, il établit un nouveau record de l'ère moderne du baseball en volant 6 buts dans une même partie. Alors qu'il mène les majeures pour les buts volés, il échoue le 7 septembre un test antidopage et est suspendu pour 60 jours pour usage de cocaïne. Nixon avait préalablement, à la fin juillet, échoué un tel contrôle mais le baseball majeur n'avait pas sévi à son endroit. La ligue se défendit d'avoir fait montre de laxisme à son endroit, pointant de nombreux tests qui n'avaient pas démontré d'anomalies ainsi que l'implication passée de l'athlète dans la communauté montréalaise. En raison de la suspension imposée à la mi-septembre, Nixon rate la fin de la saison régulière, la Série de championnat et la Série mondiale.
En 1992, il frappe pour ,294 en 456 apparitions au bâton. Le 25 juillet contre les Pirates de Pittsburgh, il effectue au champ extérieur un attrapé spectaculaire, privant Andy Van Slyke d'un coup de circuit. La séquence sera largement diffusée à la télévision parmi les séquences sportives les plus remarquables. Il se défend bien en éliminatoires cet automne-là, mais c'est lui qui sera le dernier joueur retiré dans le 6e match de la Série mondiale 1992. Les Blue Jays de Toronto remportent le championnat aux dépens des Braves et officialisent leur victoire en retirant Nixon sur un amorti-sacrifice raté en 11e manche.
Après une année chez les Red Sox de Boston en 1994, Nixon affiche son total de points produits le plus élevé en une année (44) avec les Rangers du Texas en 1995 et vole 50 buts.
En 1996, il totalise 54 larcins pour les Blue Jays de Toronto, puis 59 en 1997 lors d'une saison partagée entre Toronto et Los Angeles, où il s'aligne brièvement avec les Dodgers. Le 14 août 1996 contre les Red Sox de Boston, il vole 4 buts dans un même match pour égaler un record de franchise des Blue Jays qu'il partage maintenant (en 2013) avec Dámaso García, Dave Collins, Roberto Alomar et Rajai Davis.
Nixon évolue pour les Twins du Minnesota en 1998 et met fin à sa carrière après une année supplémentaire chez les Braves d'Atlanta en 1999.
Otis Nixon a joué 1709 parties dans les majeures. Il a frappé 1379 coups sûrs pour une moyenne au bâton de ,270, totalisant 11 coups de circuits, 318 points produits et 878 points marqués. Il a volé 620 buts en 806 tentatives.

## Vie personnelle
Ancien toxicomane, Otis Nixon est aujourd'hui conférencier et se consacre à divers activités charitables avec son association, On-Track Ministries. Il a publié un livre, Keeping It Real, où il témoigne de son cheminement.
Son frère cadet Donell Nixon, un voltigeur, a joué brièvement dans les Ligues majeures de 1987 à 1990, prenant part à 208 matchs pour Seattle, San Francisco et Baltimore.
Il est arrêté en banlieue d'Atlanta le 4 mai 2013 et accusé de possession de crack.